# Рамганга
Рамганга (на хинди: रामगंगा; на английски: Ramganga) е река в Северна Индия, в щатите Утаракханд и Утар Прадеш, ляв приток на Ганг). Дължина 596 km, площ на водосборния басейн 30 641 km². Река Рамганга води началото си на 2217 m н.в., от южните склонове на Кумаонските Хималаи, в щата Утаракханд. В горното си течение тече в тясна долина в западна и южна посока през Кумаонските Хималаи и националния парк „Джим Корбет“. В района на град Мурадабад излиза от планините и до устието се тече на югоизток през Индо-Гангската равнина. Влива се отляво в река Ганг, на 128 m н.в., северно от град Канаудж, в щата Утар Прадеш. Основни притоци: леви – Наурад, Коси; десни – Кхох. Подхранването ѝ е предимно снежно-дъждовно, с ясно изразено лятно пълноводие, по време на което оттокът ѝ достига до 2800 m³/s и често се случват катастрофални наводнения. В басейнът ѝ са изградени многочислени иригационни системи. Долината ѝ е гъсто заселена, като най-големите градове са Мурадабад и Барели..